# Giovanni Sotis
Giovanni Gioacchino Sotis (Fondi, 27 maggio 1812 – Fondi, 3 maggio 1886) è stato un medico, politico e storico italiano, studioso di antichità e di agricoltura.

## Biografia
Nato dal medico Biagio e da Caterina Baratta, figlia dell’ingegnere Giacomo Baratta, apparteneva a  una delle famiglie più in vista di Fondi. Suo padre, il medico Biagio Sotis (1779-1831), coltivò studi naturalistici ed economici, collaborando nel 1807 a una statistica del Regno di Napoli promossa dal Ministero dell’Interno, nel 1808 a un’indagine sulle manifatture di sapone e infine alla grande “Statistica Murattiana” del 1811 e nutrì viva curiosità per la storia dell'antica Fundi, al punto da commissionare nel 1812 una serie di scavi in vari punti della città e portare alla luce «pavimenti […] che volgarmente nomansi alla musaica».
Giovanni ereditò dal padre sia l'amore per la cultura e l'economia che gli interessi in campo storico e scientifico, del resto compresenti nel “nume tutelare” dell'erudizione locale, Francescantonio Notarianni di Lenola, altro fondamentale modello per il giovane medico di Fondi.
Laureatosi in medicina all'Università di Napoli, tornò a Fondi per esercitarvi la professione; fu medico condotto dal 1839 al 1867. Nel 1834 aveva sposato Teresa Marianna Buttaro, figlia del notaio Erasmo e di Rosalia d'Elia, dalla quale tra il 1835 e il 1839 ebbe quattro figli.
Nel 1838 diede alle stampe la sua prima opera nota di rilievo, il Cenno istorico della città di Fondi, nata dal desiderio di rendere omaggio al genitore scomparso e di  raccoglierne l'eredità spirituale.
Nello stesso anno ebbe la nomina a “socio corrispondente” della Società economica di Terra di Lavoro (già Società di agricoltura), organismo creato nel 1810 in ogni provincia per la promozione e la tutela dell’agricoltura, delle manifatture e del commercio. Questa esperienza, certamente vissuta con intensa partecipazione, nel 1843 gli procurò un posto di membro del comitato di direzione del periodico La Campania industriale, fondato nel 1840 dalla stessa Società economica, nel quale operarono l’imprenditore Giacomo Gallozzi e qualificati intellettuali della provincia; in quella sede Sotis pubblicò anche alcuni saggi. Nel 1855 gli giunse la promozione a socio ordinario, un incentivo all'impegno nella diffusione delle conoscenze agricole che sfociò nel volume comprendente i testi delle sue conferenze. Fu anche vicepresidente del Comizio agrario del Circondario di Gaeta.
Non meno intenso fu il coinvolgimento di Sotis nella politica locale: dal 2 agosto al 7 settembre 1860 fu sindaco di Fondi, abbozzando un ambizioso piano di rilancio della città; e nel 1861 venne eletto rappresentante del mandamento di Fondi nel Consiglio provinciale di Terra di Lavoro, dove restò fino al 1864. Sempre nel 1864 rivestì la carica di presidente della Casina Nazionale di Fondi, circolo d'ispirazione risorgimentale. L'acme della sua carriera di amministratore locale coincise con il periodo 1876-1882: dall’ottobre 1876 svolse le funzioni di sindaco  e dal 1877 al 1882 guidò Fondi come sindaco titolare. Nel momento del passaggio di Fondi dal Regno delle Due Sicilie al Regno d'Italia fu oggetto di un libello dell'avversario politico Giuseppe Amante, che gli imputava le passate simpatie per i Borbone.
Nel settembre 1876 ebbe l’onore di ricevere a Fondi Theodor Mommsen, impegnato nella redazione del Corpus Inscriptionum Latinarum, e di guidarlo nella ricognizione del patrimonio epigrafico di Fundi romana. E nel dicembre 1876, come collaboratore del Corpus, Sotis fu accolto tra i “membri corrispondenti” dell’Istituto archeologico germanico di Roma, l'allora “Istituto di corrispondenza archeologica”, e anche dopo la partenza di Mommsen continuò a fornirgli informazioni utili per lo studio delle epigrafi antiche di Fondi.
Per effetto del R. D. decreto 3 maggio 1877, fu nominato ispettore degli scavi e monumenti di Fondi ed  entrò, così, nella struttura informativa periferica dipendente dalla Direzione generale degli scavi e dei musei. L'incontro con Mommsen aveva fatto maturare in Sotis l'idea di creare un museo civico: per questo prese contatto con il direttore generale per le Antichità e Belle arti, Giuseppe Fiorelli, che gli assicurò pieno sostegno. Il progetto si concretò nel 1877, quando Sotis divenne sindaco e poté  adibire a museo una sala a pianterreno del convento di San Domenico. Il piccolo museo fu inaugurato l'8 ottobre 1877 con i discorsi tenuti da lui e dal senatore Errico Amante.
Il cavalier Sotis, già vedovo, si spense a Fondi il 3 maggio 1886 nella sua casa al numero 16 di via Giambattista Migna.

## Opere
- Memoria dell'antica città di Amicle, Napoli, s. note tip. Opuscolo in 8 °.
- Cenno istorico della città di Fondi, Napoli, Stamperia e cartiera del Fibreno, 1838. È la sua prima opera nota, una breve rassegna sulla storia della città. Risente molto degli studi condotti qualche decennio prima dal medico e erudito Francescantonio Notarianni di Lenola.
- Usi del nitro nell’economia rurale e domestica, in La Campania industriale, 1846. Intervento in favore dell’uso in agricoltura del concime chimico a base di nitrato di potassio
- Studi di economia pubblica (1852), in La Campania industriale, 1852. Presentata nella “riunione generale” della Società economica del 30 maggio 1850, con finalità prevalentemente divulgativa.
- Conferenze sulla igiene del contadino e sull'agricoltura pratica ad uso delle scuole serali e festive dei comuni agricoli, e dei villaggi, Napoli, Tip. R. Prete, 1877. Sono 366 pagine contenenti ventuno conferenze tenute presso le scuole serali del Comune di Fondi per incarico del Comizio agrario del Circondario di Gaeta, di cui Sotis era vicepresidente, in adempimento delle direttive emanate nel 1868 dal Ministero dell’agricoltura industria e commercio.
- In occasione della inaugurazione della collezione archeologica della città di Fondi nel dì 8 ottobre 1877. Discorsi, Napoli, Tip. R. Prete,1878. Discorsi inaugurali pronunciati da Giovanni Sotis e da Errico Amante.
- Quattro anni d’amministrazione del Comune di Fondi, Formia, s. ed., 1880. Resoconto del suo operato quale sindaco.